# Lucie Lacava
Lucie Lacava est une designer et infographiste canadienne (québécoise) spécialisée dans les médias écrits. Elle a créé plusieurs maquettes de journaux qui ont valu à ces derniers des prix internationaux, dont celles du journal canadien Le Devoir, du journal émirat The National et du journal américain The Baltimore Sun,.

## Biographie
Lacava est née en Borgia, Italie, 1958. Venue au Canada pour la première fois à l'âge de sept ans, elle est ballottée entre trois pays dont la Suisse, l'Italie et le Canada.  Sa famille a déménagé pour de bon au Canada lorsqu’elle a 15 ans.
Après avoir étudié graphisme à l'Université Concordia à Montréal, elle obtient un premier emploi au journal The Gazette en 1982.
En 2010, la Society for News Design (SND) qui compte comme membres plus de mille journalistes visuels internationaux, lui décerne le Lifetime Achievement Award pour l’ensemble de sa carrière professionnelle, son apport exceptionnel au design de presse et sa contribution à l'organisation.